# Halowe Mistrzostwa Świata w Lekkoatletyce 2025 – bieg na 3000 m kobiet
Bieg na 3000 metrów kobiet – jedna z konkurencji biegowych rozgrywanych podczas halowych lekkoatletycznych mistrzostw świata w Nanjing’s Cube w Nankinie.
Tytułu mistrzowskiego z 2024 nie broniła Elle Purrier St. Pierre.

## Terminarz
Źródło: worldathletics.org.
| Data     | Godzina |       |
| -------- | ------- | ----- |
| 22 marca | 19:15   | Finał |

## Rekordy
W poniższej tabeli przedstawiono (według stanu przed rozpoczęciem mistrzostw) rekord świata, rekord halowych mistrzostw świata, rekordy kontynentów oraz najlepszy wynik na listach światowych w 2025.
|                                   | Zawodniczka             | Wynik   | Miejsce   | Data                | Źródło |
| --------------------------------- | ----------------------- | ------- | --------- | ------------------- | ------ |
| Rekord świata                     | Genzebe Dibaba          | 8:16,60 | Sztokholm | 6 lutego 2014(dts)  | [ 2 ]  |
| Rekord halowych mistrzostw świata | Elle Purrier St. Pierre | 8:20,87 | Glasgow   | 2 marca 2024(dts)   | [ 2 ]  |
| Rekord Afryki                     | Genzebe Dibaba          | 8:16,60 | Sztokholm | 6 lutego 2014(dts)  | [ 3 ]  |
| Rekord Ameryki Południowej        | Fedra Luna              | 8:56,78 | Walencja  | 7 lutego 2025(dts)  | [ 3 ]  |
| Rekord Ameryki Północnej          | Elle Purrier St. Pierre | 8:20,87 | Glasgow   | 2 marca 2024(dts)   | [ 3 ]  |
| Rekord Australii i Oceanii        | Jessica Hull            | 8:24,39 | Glasgow   | 2 marca 2024(dts)   | [ 3 ]  |
| Rekord Azji                       | Nozomi Tanaka           | 8:33,52 | Nowy Jork | 8 lutego 2025(dts)  | [ 3 ]  |
| Rekord Europy                     | Laura Muir              | 8:26,41 | Karlsruhe | 4 lutego 2017(dts)  | [ 3 ]  |
| Listy światowe                    | Freweyni Hailu          | 8:19,98 | Liévin    | 13 lutego 2025(dts) | [ 2 ]  |

## Listy światowe
Poniższa tabela przedstawia 10 najlepszych wyników na świecie uzyskanych w sezonie 2025 przed rozpoczęciem mistrzostw.
Źródło: worldathletics.org.
| Poz. | Zawodniczka             | Reprezentacja     | Wynik   | Data              | Miejsce   |
| ---- | ----------------------- | ----------------- | ------- | ----------------- | --------- |
| 1.   | Freweyni Hailu          | Etiopia           | 8:19,98 | 13 lutego(dts) br | Liévin    |
| 2.   | Gudaf Tsegay            | Etiopia           | 8:25,12 | 13 lutego(dts) br | Liévin    |
| 3.   | Birke Haylom            | Etiopia           | 8:25,37 | 13 lutego(dts) br | Liévin    |
| 4.   | Whittni Morgan          | Stany Zjednoczone | 8:28,03 | 8 lutego(dts) br  | Nowy Jork |
| 5.   | Melissa Courtney-Bryant | Stany Zjednoczone | 8:28,69 | 2 lutego(dts) br  | Boston    |
| 6.   | Josette Andrews         | Stany Zjednoczone | 8:29,77 | 8 lutego(dts) br  | Nowy Jork |
| 7.   | Elise Cranny            | Stany Zjednoczone | 8:29,87 | 2 lutego(dts) br  | Boston    |
| 8.   | Sarah Healy             | Irlandia          | 8:30,79 | 8 lutego(dts) br  | Nowy Jork |
| 9.   | Nadia Battocletti       | Włochy            | 8:30,82 | 13 lutego(dts) br | Liévin    |
| 10.  | Jessica Hull            | Australia         | 8:30,91 | 8 lutego(dts) br  | Nowy Jork |

Pogrubioną czcionką oznaczono zawodniczki, które wzięły udział w mistrzostwach.

## Wyniki

### Finał
Źródło: worldathletics.org.
| Pozycja | Zawodniczka           | Reprezentacja     | Czas    | Uwagi |
| ------- | --------------------- | ----------------- | ------- | ----- |
| 01 !    | Freweyni Hailu        | Etiopia           | 8:37,21 |       |
| 02 !    | Shelby Houlihan       | Stany Zjednoczone | 8:38,26 |       |
| 03 !    | Jessica Hull          | Australia         | 8:38,28 |       |
| 4.      | Whittni Morgan        | Stany Zjednoczone | 8:39,18 |       |
| 5.      | Birke Haylom          | Etiopia           | 8:39,28 |       |
| 6.      | Sarah Healy           | Irlandia          | 8:40,00 |       |
| 7.      | Marta García          | Hiszpania         | 8:40,80 | SB    |
| 8.      | Purity Kajuju Gitonga | Kenia             | 8:44,56 |       |
| 9.      | Linden Hall           | Australia         | 8:44,99 |       |
| 10.     | Nozomi Tanaka         | Japonia           | 8:47,93 |       |
| 11.     | Adva Cohen            | Izrael            | 8:59,62 |       |
| 12.     | Li Yuan               | Chiny             | 9:14,14 | PB    |